# Sindang-dong, Daegu
Sindang-dong (koreanska: 신당동) är en stadsdel i staden Daegu i den centrala delen av Sydkorea, 230 km sydost om huvudstaden Seoul. Den ligger i stadsdistriktet Dalseo-gu.